# Belmont (Occitania)
Belmont è un comune francese di 157 abitanti situato nel dipartimento del Gers nella regione dell'Occitania.

## Società

### Evoluzione demografica
Abitanti censiti